# Le balene restino sedute
Le balene restino sedute è un libro umoristico dell'autore italiano Alessandro Bergonzoni del 1989, vincitore nel 1990 del Premio per la Letteratura Umoristica al Salone Internazionale dell'Umorismo di Bordighera come miglior libro comico dell'anno.
Lo stesso autore ha tratto dal suo libro lo spettacolo teatrale omonimo, che ha rappresentato in tournée per due anni, dal 1989 al 1991.

## Struttura del testo
Il libro è suddiviso in venticinque capitoli, ciascuno col proprio titolo, caratterizzati dalla completa assenza di una trama e da un linguaggio basato su giochi di parole e nonsense.

### Elenco dei capitoli
1. Alla
2. Il falco talco
3. Rapina a Marrakech
4. Violino e violenza
5. Topo orbo, ti diciamo noi dov'è il formaggio
6. Tutti i nodi vanno al cinema
7. Sode il rumore di certe uova
8. L'epopea della popa
9. L'uomo è superiore agli animali (fanno eccezione il nano e la giraffa)
10. Ricotta e Enrico VIII
11. Tarzan
12. La formula del latte è vacca2 O
13. Dire, fare, baciare, lettera e sentimento
14. O Francia, o Belgio, o Landa
15. Piace la musica a chi mangia i carillons
16. Lulù
17. Tutti dentro al cavallo di Troia
18. Lo specchio è la riflessione personale
19. Parte prima (Così arriva anche prima)
20. Voltiminavoltima
21. Arriva l'onda erotica (ovvero domani ti lappo)
22. È già mercoledì e io no!
23. Ganassa
24. Volenti contro nolenti
25. Per un pugno Martin perse l'apparecchio

## Edizioni
- Alessandro Bergonzoni, Le balene restino sedute, collana Biblioteca umoristica Mondadori, Milano, Mondadori, 1989, ISBN 88-04-32952-1.
- Alessandro Bergonzoni, Le balene restino sedute, collana Oscar Bestsellers, Milano, Mondadori, 1995, ISBN 88-04-32952-1.
- Alessandro Bergonzoni, Le balene restino sedute, edizione con DVD, Milano, Garzanti, 2008, ISBN 978-88-11-74057-5.